# 郑金声

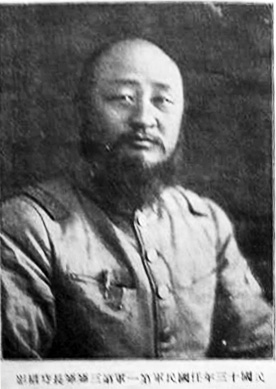
郑金声民国十三年任国民军第一军第三师师长时摄影

鄭金声（1879年—1927年11月6日），原名嘉達，字振堂，山東省济南府历城县人，中華民国军事将领。先後隶属北洋政府、国民軍。馮玉祥手下「五虎将」之一（其他四人为張之江、鹿鐘麟、宋哲元、劉郁芬）。

## 生平

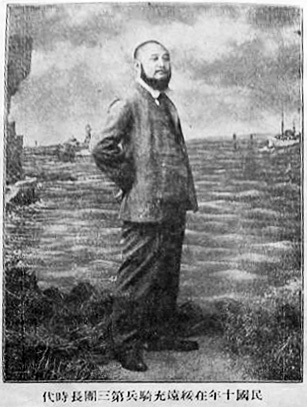
民国十年在绥远充骑兵第三团长时代

鄭金声自幼入私塾，後来从事農业生产、中药製造、草鞋编织等職业。1900年（光緒26年），他参加袁世凱的新建陸軍。此後，1907年（光緒33年）他赴東北任隊官，当時结识了馮玉祥并结成了義兄弟（「換帖兄弟」）。辛亥革命後，他升任管带。

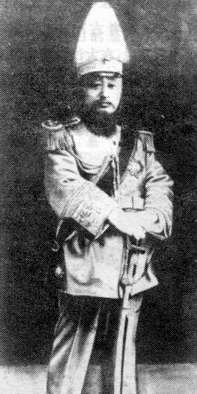
1924年的郑金声

中华民国時期，他历任騎兵团团長、綏遠第1混成旅旅長。1924年（民国13年）10月他参加了北京政变（首都革命）。国民軍成立后，他被任命为国民軍第1軍第3師師長。1926年（民国15年），他出任馮玉祥部隊的总参赞。同年4月，国民軍受北洋軍压迫从北京撤退後，他任東路軍第1軍軍長。南口大战中，在国民軍整体处于不利状況的情况下，他同北洋軍仍相持不下，十分善战。9月五原誓師後，他被任命为河南省的国民革命軍第2集团軍第6軍軍長。

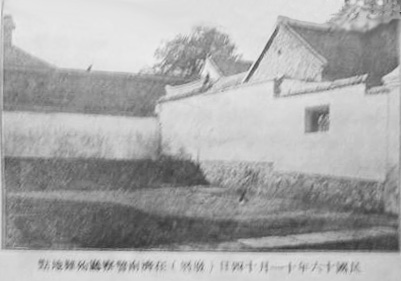
郑金声于民国十六年十一月十四日（废历）在济南警察厅殉难地点

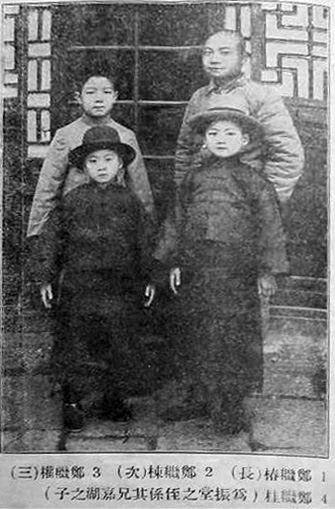
长子郑继椿、次子郑继栋、三子郑继权，以及侄子郑继桂

1927年（民国16年）中国国民党北伐期间，他被任命为劉鎮華所率的第2集团軍第2路副总指揮，进军山東省。同年5月，在山東省曹县鄭部下師長姜明玉叛变，将鄭金声逮捕并移交给支配山東省的張宗昌。
同年11月6日，经張宗昌下令，鄭金声在济南被枪杀。享年50岁。后来張宗昌于1932年（民国20年）9月被鄭金声的侄子鄭繼成在济南站刺殺。

## 家庭
- 长子：郑继椿
- 次子：郑继栋
- 三子：郑继权
- 侄子（养子）：郑继成

## 延伸阅读
- 郑继栋，郑金声的一生，济南市历城区人民政府网站，2009-06-17[]
- 郑永恒，我的祖父郑金声，济南文史网，2006-5-15[永久]